# Бекназарова, Робия
Робия Бекназарова (1921, Кокташ — 1957, район имени Джалаледдина Балхи) — звеньевая колхоза имени Сталина Кокташского района Сталинабадской области, Таджикская ССР. Герой Социалистического Труда (1948).

## Биография
Родилась в 1921 году в крестьянской семье в кишлаке Кокташ (сегодня — посёлок Сомониён района Рудаки). С 1936 года — рядовая колхозница, с 1942 года — звеньевая хлопководческого звена колхоза имени Сталина Кокташского района.
В 1947 году звено Робии Бекназаровой собрало в среднем с каждого гектара по 87,41 центнера хлопка-сырца на участке площадью 3 гектара. Указом Президиума Верховного Совета СССР от 1 марта 1948 года удостоена звания Героя Социалистического Труда за «получение высокого урожая хлопка при выполнении колхозом обязательных поставок и натуроплаты за работу МТС в 1947 году и обеспеченности семенами зерновых культур для весеннего сева 1948 года» с вручением ордена Ленина и золотой медали «Серп и Молот».
Этим же указом звания Героя Социалистического Труда был удостоен труженик этого же колхоза звеньевой Абдусамат Азимов.
С 1951 года проживала в Кагановичабадском районе (с 1957 года — Колхозабадский район, сегодня — район Джалолиддин Балхи), где трудилась рядовой колхозницей в колхозе имени Ленина Кагановичабадского района.
Скончалась в 1957 году.
Награды
- Герой Социалистического Труда
- Орден Ленина
- Медаль «За доблестный труд в Великой Отечественной войне 1941—1945 гг.»